# Д’Асса, Луи
Луи д’Асса, или шевалье д’Асса (фр. Louis d'Assas; род. 28 августа 1733 в Ле Вигане; ум. 16 октября 1760), — французский национальный герой, погибший в Семилетнюю войну (1756—1763).

## Биография
Родился в небогатой дворянской семье. Юношей поступил на военную службу. Будучи капитаном охотников Овернского полка (Овернь), во время войны Франции с Ганновером в 1760 году, совершил подвиг, который обессмертил его имя, хотя сведения об этом событии не отличаются ни полнотой, ни точностью.
По наиболее распространённой версии, в ночь на 16 октября 1760 г. д’Асса отправился один на разведку противника в лес, находившийся около лагеря французских войск у Клостеркампфа. Там он был окружен ганноверскими солдатами, которые, направив штыки ему в грудь, угрожали его заколоть, если он закричит и поднимет тревогу. Но д’Асса, чтобы предупредить французов об опасности, громко крикнул: «Ко мне, овернцы! Здесь неприятель!» (фр. à moi Auvergne, ce sont les ennemis), и был поднят на штыки.

## Память
Вольтер первый описал его подвиг во 2-м издании своей «Истории царствования Людовика XV», вышедшей в 1769 году. В 1777 году королева Мария-Антуанетта, услышав рассказ о героизме шевалье д’Асса, поинтересовалась узнать, остался ли кто-нибудь в живых из его родных. Отыскали брата д’Асса, которому вместе с его семьей и была пожалована королём пенсия в 1000 ливров, переходящая всегда к старшему в роде. В документах, касающихся назначения этой пенсии, и содержится близкая к вышеприведенной официальная версия подвига д’Асса.
Однако существуют описания подвига д’Асса, которые значительно разнятся от предыдущего.
Вопрос о том, кто именно произнёс великие слова в сражении при Клостеркампфе, остаётся неразрешенным, но имя д’Асса чтится во Франции. Пенсия, пожалованная его роду и прекращённая во время великой революции, была восстановлена при Наполеоне I. Тогда же на месте, где пал д’Асса, была воздвигнута колонна и на ней были начертаны его последние слова.
На его родине, в городе Ле Виган, в его честь поставлена статуя (1830), а в Париже одна из улиц (улица д’Асса) носит его имя.

## Военная критика
Трудно утверждать, что именно подвиг д’Асса спас французскую армию: диспозиция, отданная для сражения маркизом де Кастри (M. de Castries), была составлена весьма хорошо, армия была искусно расположена и прикрыта авангардом (3000 чел.) в Райнберге, постами на канале Рейна и отрядом, который занимал аббатство по ту сторону канала. Действительно, армия едва не была захвачена врасплох неприятелем, который, обойдя аббатство, зашёл в тыл некоторым аванпостам. Успешный исход боя был результатом не столько подвига д’Асса, сколько таланта де Кастри и мужества французских войск.